# فیلیپ اوسالیوان
فیلیپ اوسالیوان (انگلیسی: Philip O'Sullivan) صداپیشه و بازیگر تئاتر، سینما و تلویزیون اهل ایرلند است.
از فیلم‌ها یا مجموعه‌های تلویزیونی که وی در آن‌ها نقش داشته است، می‌توان به وایکینگ‌ها و بازی تاج‌وتخت اشاره نمود.